# Slovenija ima talent (6. sezona)
6. sezona oddaje Slovenija ima talent se je začela 25. septembra 2016 na POP TV. Vodila sta jo brata Vid in Domen Valič (slednji je nadomestil Petra Polesa), dogajanje v zakulisju pa je spremljal stand up komik Sašo Stare (rubrika Še več talenta na Voyu). Žirantska zasedba je ostala enaka kot v 5. sezoni: Lado Bizovičar, Marjetka Vovk, Ana Klašnja in Branko Čakarmiš. Kreativni producent je bil Martin Leskovšek.

## Predizbori
Na predizborih se tekmovalci, ki morajo biti stari najmanj 4 leta, predstavijo pred komisijo producentov POP TV, ki odloči, kdo napreduje v naslednji krog avdicij pred žirijo šova Slovenija ima talent. Potekali so v juniju in avgustu v različnih slovenskih mestih:
| #   | Datum  | Kraj          | Lokacija                             |
| --- | ------ | ------------- | ------------------------------------ |
| 1.  | 10. 6. | Ljubljana     | Plesna šola Urška                    |
| 2.  | 11. 6. | Celje         | Tehnopolis                           |
| 3.  | 11. 6. | Kranj         | Cha Cha Cha, Plesni center Gorenjske |
| 4.  | 12. 6. | Novo mesto    | Kulturni center Janez Trdina         |
| 5.  | 12. 6. | Murska Sobota | Hotel Diana                          |
| 6.  | 18. 6. | Maribor       | Hotel City Maribor                   |
| 7.  | 18. 6. | Portorož      | Avditorij                            |
| 8.  | 19. 6. | Ljubljana     | Plesna šola Urška                    |
| 9.  | 13. 8. | Koper         | Center Planet Tuš, Disco in bowling  |
| 10. | 13. 8. | Maribor       | City hotel                           |
| 11. | 14. 8. | Celje         | Tehnopolis                           |
| 12. | 14. 8. | Ljubljana     | Plesna šola Urška                    |
| 13. | 20. 8. | Maribor       | Hotel Habakuk                        |
| 14. | 20. 8. | Nova Gorica   | Hotel Perla                          |
| 15. | 21. 8. | Ljubljana     | Plesna šola Urška                    |

Po junijskih predizborih so lahko tekmovalci do 12. avgusta svoj talent prišli predstavit v t. i. Sprejemnico za talente v hišo Pro Plusa na Kranjčevi 26, ki je bila odprta vsak delavnik.

## Potek sezone
| #   | Datum         | Oddaja               | Prizorišče                   |
| --- | ------------- | -------------------- | ---------------------------- |
| 1.  | 25. september | 1. avdicijska oddaja | SNG Opera in balet Ljubljana |
| 2.  | 2. oktober    | 2. avdicijska oddaja | SNG Opera in balet Ljubljana |
| 3.  | 9. oktober    | 3. avdicijska oddaja | SNG Opera in balet Ljubljana |
| 4.  | 16. oktober   | 4. avdicijska oddaja | SNG Opera in balet Ljubljana |
| 5.  | 23. oktober   | 5. avdicijska oddaja | SNG Opera in balet Ljubljana |
| 6.  | 30. oktober   | Izbor polfinalistov  | Studio POP TV                |
| 7.  | 6. november   | 1. polfinale         | Studio POP TV                |
| 8.  | 13. november  | 2. polfinale         | Studio POP TV                |
| 9.  | 20. november  | 3. polfinale         | Studio POP TV                |
| 10. | 27. november  | 4. polfinale         | Studio POP TV                |
| 11. | 4. december   | 5. polfinale         | Studio POP TV                |
| 12. | 11. december  | Oddaja pred finalom  | —                            |
| 13. | 18. december  | Finale               | Studio POP TV                |

## Avdicije
Avdicije pred žiranti so potekale v SNG Opera in balet Ljubljana 3., 4. in 16. septembra 2016. Prva avdicijska oddaja je bila na sporedu v nedeljo, 25. septembra:
- 1. avdicijska oddaja: 25. september
- 2. avdicijska oddaja: 2. oktober
- 3. avdicijska oddaja: 9. oktober
- 4. avdicijska oddaja: 16. oktober
- 5. avdicijska oddaja: 23. oktober

### 1. avdicijska oddaja
| #   | Kandidat (starost, kraj)                                     | Nastop                                                 | Žirija          | Žirija      | Žirija        | Žirija         | Naslednji krog   |
| #   | Kandidat (starost, kraj)                                     | Nastop                                                 | Branko Čakarmiš | Ana Klašnja | Marjetka Vovk | Lado Bizovičar | Naslednji krog   |
| --- | ------------------------------------------------------------ | ------------------------------------------------------ | --------------- | ----------- | ------------- | -------------- | ---------------- |
| 1.  | Damjan Skela (28 let, Haloze)                                | igranje na harmoniko                                   | DA              | DA          | DA            | NE             | ✓                |
| 2.  | Matej Zidarn (15, Mozirje)                                   | petje                                                  | NE              | NE          | NE            | NE             | ✗                |
| 3.  | Daša Lupis Pirc                                              | ples                                                   | NE              | NE          | NE            | NE             | ✗                |
| 5.  | Janko Gorenc (51 let, Leskovec pri Krškem)                   | štetje od 1 do 10 v 500 jezikih                        | NE              | NE          | DA            | DA             | ✗                |
| 6.  | Metka Dolamič (51 let, Leskovec pri Krškem)                  | pomnjenje rojstnih datumov slavnih                     | NE              | NE          | DA            | DA             | ✗                |
| 7.  | Ana Kumer (Prevalje)                                         | petje                                                  | NE              | NE          | NE            | NE             | ✗                |
| 8.  | Žan Kramberger (16 let, Maribor)                             | petje                                                  | NE              | NE          | NE            | NE             | ✗                |
| 9.  | Peter Jazbec                                                 | petje in igranje na kitaro                             | NE              | NE          | NE            | NE             | ✗                |
| 10. | Batista Cadillac (21 let, Ljubljana)                         | vokalno-inštrumentalni duo (Loving You Paola Nutinija) |                 |             | Zlati Gumb    |                | ✓ (polfinalista) |
| 11. | Reciklisti (32-38 let, Cerknica)                             | petje (Mini maxi)                                      | DA              | DA          | DA            | DA             | ✓                |
| 12. | Ljutri (21-24 let, Ljubljana, prvotno iz Nemčije in Španije) | petje in igranje na kitaro in kafon (Marjo Špinel)     | DA              | DA          | DA            | DA             | ✓                |
| 13. | Janja Brlec (28 let, Laško)                                  | igranje na citre                                       | DA              | DA          | DA            | DA             | ✓                |
| 14. | No Limits (16-17 let, Maribor)                               | akrobacije                                             | NE              | NE          | NE            | NE             | ✗                |
| 15. | Nika Svetlin (16 let, Moravče)                               | petje                                                  | NE              | NE          | NE            | NE             | ✗                |
| 16. | Maša Marič (16 let, Prekmurje)                               | petje                                                  | NE              | NE          | NE            | NE             | ✗                |
| 17. | Damaris Potočnik (38 let, Maribor)                           | petje in igranje na inštrument                         | NE              | DA          | DA            | DA             | ✓                |
| 18. | Isaac Palma (25 let, Ptuj, prvotno iz Argentine)             | petje (Moja)                                           | DA              | DA          | DA            | DA             | ✓                |

Nastopi, ki niso bili prikazani na televiziji:
- AS (Sanda in Artur) (21 in 24, Koper) – ples; naj bi dobila 4× DA
- Andrea Dilič – petje in igranje na kitaro

### 2. avdicijska oddaja
| #   | Kandidat (starost, kraj)                                                 | Nastop                               | Žirija          | Žirija      | Žirija        | Žirija         | Naslednji krog    |
| #   | Kandidat (starost, kraj)                                                 | Nastop                               | Branko Čakarmiš | Ana Klašnja | Marjetka Vovk | Lado Bizovičar | Naslednji krog    |
| --- | ------------------------------------------------------------------------ | ------------------------------------ | --------------- | ----------- | ------------- | -------------- | ----------------- |
| 1.  | Milana in Jure − Feniks (17 in 19 let, Ljubljana; ona prvotno iz Rusije) | ples (rumba)                         | DA              | DA          | DA            | DA             | ✓                 |
| 2.  | Duo Odklop                                                               | petje in igranje na kitaro (Mercy)   | NE              | NE          | NE            | NE             | ✗                 |
| 3.  | Pika Helena Primik (18 let, Radeče)                                      | petje (You Raise Me Up)              | ?               | ?           | JA            | ?              | ✗                 |
| 4.  | Gaja Prestor                                                             | petje (I Dreamed a Dream)            | NE              | NE          | NE            | NE             | ✗                 |
| 5.  | Katja in Coby                                                            | petje in igranje na kitaro (New Age) | NE              | NE          | NE            | NE             | ✗                 |
| 6.  | Plesni klub Feniks (7-22 let, Ljubljana)                                 | ples (čačača)                        | DA              | DA          | DA            | DA             | ✓                 |
| 7.  | Sergej Ferrari (83 let, Ljubljana)                                       | pevsko-dramski nastop                | NE              | NE          | NE            | DA             | ✗                 |
| 8.  | Alino (23 let, Maribor)                                                  | petje (Super Bass)                   | NE              | NE          | NE            | NE             | ✗                 |
| 9.  | Dejan Stojanov (33 let)                                                  | petje (Ti si mi u krvi)              | NE              | NE          | NE            | NE             | ✗                 |
| 10. | Mia Vučković (13 let)                                                    | petje (Mercy)                        | DA              | DA          | NE            | DA             | ✓                 |
| 11. | Enes Kurtovič (52 let, Izola; prvotno iz BiH)                            | petje in igranje na kitaro           | NE              | NE          | NE            | DA             | ✗                 |
| 12. | Stefan Šumanac - Šumi (24 let, Ljubljana)                                | stand up komik                       | DA              | NE          | DA            | DA             | ✓                 |
| 13. | Viktorija Pospelova (19 let, Ljubljana; prvotno iz Rusije)               | rock petje (Highway to Hell)         | NE              | DA          | DA            | DA             | ✓                 |
| 14. | Njivski kvintet (62-72 let, Podkraj pri Velenju)                         | petje in igranje na inštrumente      | DA              | DA          | DA            | DA             | ✓                 |
| 15. | Žan Valenčak (25 let, Velenje)                                           | kendama                              | NE              | DA          | DA            | NE             | ✗                 |
| 16. | Anja Šivic (20 let, Bled)                                                | ples ob drogu                        |                 | Zlati Gumb  |               |                | ✓ (polfinalistka) |
| 17. | Tara Henigman (27 let, Ljubljana)                                        | petje (Addicted to You)              | DA              | DA          | DA            | DA             | ✓                 |

Nastopi, ki niso bili prikazani na televiziji:
- Anthonio – petje in igranje na kitaro
- Sara Janevski – petje
- The Moon Lions – vokalno-instrumentalna skupina

### 3. avdicijska oddaja
| #   | Tekmovalec                                                                         | Talent                                                                    | Napredovanje v naslednji krog |
| --- | ---------------------------------------------------------------------------------- | ------------------------------------------------------------------------- | ----------------------------- |
| 1.  | skupina Marjetica (48–55 let, Ljubljana)                                           | vokalno-instrumentalna skupina (Na soncu, Siddharta)                      | ✓                             |
| 2.  | pujs Artur in Viktorija (1 in 34, Škofja Loka)                                     | živalska točka                                                            | ✓                             |
| 3.  | Elvis Amiti (32, Ljubljana)                                                        | petje (Ljubavi Željka Joksimovića)                                        | ✗                             |
| 4.  | Cayenne (16, Lenart v Slovenskih goricah)                                          | petje (Bonbon Ere Istrefi)                                                | ✗                             |
| 5.  | Edin Nur Mujkić (16, Novo mesto)                                                   | rapanje (najprej igranje na kitaro in petje pesmi Hotel California)       | ✓                             |
| 6.  | ŠK Flip Piran (5–31, Piran)                                                        | plesno-akrobatska točka na temo Asterixa in Obelixa                       |                               |
| 7.  | Neža Kirn (21, Kranj)                                                              | petje (Empire State of Mind, Jay-Z ft. Alicia Keys)                       | ✓                             |
| 8.  | Jan Ekart (Maribor)                                                                | petje (I Took a Pill in Ibiza, Mike Posner)                               | ✗                             |
| 9.  | Touchdown (Moravče)                                                                | plesno-komična točka v uniformah za ragbi                                 | ✗                             |
| 10. | Robert Ivačič                                                                      | igranje na orglice                                                        | ✗                             |
| 11. | Tamara Rajh                                                                        | petje (Nasmeh življenja, Nika Zorjan)                                     | ✗                             |
| 12. | Some Artist from Slovenia (Simon Kastelic, 39, Sežana)                             | slikanje (z optično iluzijo)                                              | ✓                             |
| 13. | Harmonikarski orkester Glasbene šole Slovenj Gradec (GŠSG) (13–52, Slovenj Gradec) | igranje na glasbila (Africa, Toto)                                        | ✓                             |
| 14. | Eva Gorenc (22, Šentjernej)                                                        | pop (Mercy, Duffy) in operno petje                                        | ✓                             |
| 15. | Wildart (Lenart in Timotej, 14 in 14, Lesce in Radovljica)                         | godalni duo (violina in violončelo), ki igra zmes klasične in rock glasbe | ✓ Ladov zlati gumb            |

Nastopi, ki niso bili prikazani na televiziji:
- Alson Krasniq
- Evina − petje
- Sebastian Zinrajh – petje in igranje na kitaro
- Alfredo in Diletta – ples
- Anja Cmrekar – petje in igranje na kitaro
- Petra Trošt – petje
- Rddndrn – glasbena skupina

### 4. avdicijska oddaja
| #   | Tekmovalec                                              | Talent                                                                    | Napredovanje v naslednji krog |
| --- | ------------------------------------------------------- | ------------------------------------------------------------------------- | ----------------------------- |
| 1.  | Love Guns (17–18 let, Trst)                             | rockabilly pevsko-glasbena skupina (Tutti Frutti, Little Richard)         | ✓                             |
| 2.  | Alina Biyanova (15, Maribor, prvotno Ukrajina)          | ritmična gimnastika                                                       | ✓                             |
| 3.  | Manca Pirc                                              | petje (Samo nasmeh je bolj grenak, Ditka Haberl)                          | ✗                             |
| 4.  | Ryan Moolman                                            | petje in igranje na kitaro (Dancing On My Own, Calum Scott)               | ✗                             |
| 5.  | Anja in Dado                                            | petje in igranje na kitaro                                                | ✗                             |
| 6.  | Uroš Steklasa in Tjaša Hrovat (22 in 22)                | petje in igranje na kitaro (Prsti zapleteni, Klapa Rišpet & Jelena Rozga) | ✗                             |
| 7.  | Matej Prikeržnik (22, Ravne na Koroškem)                | petje (Lutka, S.A.R.S.)                                                   | ✓                             |
| 8.  | Nik Kavčič (16, Trbovlje)                               | beatboxing                                                                | ✓                             |
| 9.  | Matevž Herič (18, Ljubljana)                            | čarovnik                                                                  | ✓                             |
| 10. | Markos in Dawit (20 in 21, Ljubljana, prvotno Eritreja) | žongliranje s klobuki in akrobacije                                       | ✓                             |
| 11. | Dana Auguštin (35, Ljubljana)                           | cirkusantka                                                               | ✓                             |
| 12. | Luca Brumat (26)                                        | petje                                                                     | ✓                             |
| 13. | Ula Šegula (27)                                         | petje (Nora je misel, Elda Viler)                                         | ✓                             |
| 14. | Vladoša Vidic (Ajdovščina)                              | petje in igranje na ukulele                                               | ✓                             |
| 15. | Zlata Martinc (55, Velenje)                             | petje (A Natural Woman)                                                   | ✓                             |
| 16. | Anima (16–20, Ljubljana)                                | hiphop ples                                                               | ✓                             |
| 17. | Filippo Jorio (21, Ljubljana, prvotno Torino)           | ples (v visokih petah)                                                    | ✓ zlati gumb Vida in Domna    |
| 18. | Anonymous (16–20, Ljubljana)                            | ples                                                                      | ✓                             |

Nastopi, ki niso bili prikazani na televiziji:
- Flora Gashi – petje
- Kaja Pavlič – petje
- Besjana Januzaj – petje
- Marcel in Matic – vokalno-instrumentalni duo

### 5. avdicijska oddaja
| #   | Tekmovalec                                       | Talent                                                   | Napredovanje v naslednji krog |
| --- | ------------------------------------------------ | -------------------------------------------------------- | ----------------------------- |
| 1.  | Đorđe Jovanović (17 let, Ljubljana)              | japonska umetnost zgibanja papirja (origami in kirigami) | ✓                             |
| 2.  | Eva Šolinc (23, Celje)                           | petje (Who's Lovin' You)                                 | ✓                             |
| 3.  | Alja Wolte Sula (21, Jesenice)                   | petje (Never Tear Us Apart)                              | ✓                             |
| 4.  | Nina Brasseur (15, Murska Sobota)                | petje (Run, Leona Lewis)                                 | ✓                             |
| 5.  | David Matići (32, Ptuj)                          | petje (Let's Get It On, Marvin Gaye)                     | ✓                             |
| 6.  | AKS Dance Studio (9–14, Koper)                   | cheerdance                                               | ✓                             |
| 7.  | Flipping Art (Luka in Tim, 20 in 21, Žirovnica)  | freerunning akrobacije                                   | ✓                             |
| 8.  | Bar Dragons (Gregor in Jan, 22 in 24, Ljubljana) | street workout (akrobacije na drogu)                     | ✓                             |
| 9.  | Jure Križman (32, Rogaška Slatina)               | moto stunt oz. akrobacije na motorju                     | ✓                             |
| 10. | Nastja in Matej Omahna (16 in 18, Dob)           | petje in igranje na kitaro (Caruso)                      | ✓                             |
| 11. | Luka Sešek (19, Ljubljana)                       | petje (When We Were Young, Adele)                        | ✓                             |
| 12. | The Plut Family (12–22, Črnomelj)                | vokalno-instrumentalna skupina (Hot Stuff, Donna Summer) | ✓ Brankov zlati gumb          |
| 13. | Led Motion (23–32, Ljubljana)                    | plesno-akrobatska točka s svetlobnimi učinki             | ✓                             |
| 14. | Klara Jazbec (18, Tržič)                         | petje (Piece by Piece, Kelly Clarkson)                   | ✓                             |
| 15. | Aleksandra Vovk (16, Mojstrana)                  | petje (Mamma Knows Best, Jessie J)                       | ✓                             |

Nastopi, ki niso bili prikazani na televiziji:
- Madam Bee – petje
- Nastja But – petje
- Nataša Mijatović – petje
- Maja Kunaver – petje
- Malala – petje in igranje na instrument
- Aldin Ribo – petje
- Kajetan (8 let) – dobil je 4× DA

## Polfinale

### Izbor polfinalistov
V polfinale se je uvrstilo 30 tekmovalcev: 5 tistih, ki so prejeli zlati gumb od žirantov in voditeljev in so se neposredno uvrstili v polfinale, ostalih 25 pa so izbrali izmed vseh, ki so na avdiciji prejeli JA od vsaj treh žirantov in se tako uvrstili v naslednji krog.
Zlati gumbi
| Žirant       | Tekmovalec       |
| ------------ | ---------------- |
| Marjetka     | Batista Cadillac |
| Ana          | Anja Šivic       |
| Lado         | Wildart          |
| Branko       | The Plut Family  |
| Vid in Domen | Filippo Jorio    |

Ostalih 25
1. Nina Brasseur
2. Eva Gorenc
3. Isaac Palma
4. Tara Henigman
5. Plesni klub Feniks
6. Anima
7. Janja Brlec
8. Damaris Potočnik
9. Nik Kavčič
10. Luka Sešek
11. David Matići
12. Klara Jazbec
13. Aleksandra Vovk
14. Marjetica
15. Reciklisti
16. Ljutri
17. Đorđe Jovanović
18. Bar Dragons
19. Jure in Milana
20. Harmonikarski orkester Glasbene šole Slovenj Gradec
21. Dana Auguštin
22. Some Artist from Slovenia
23. Led Motion
24. Anonymous
25. Zlata Martinc

Za polfinale niso bili izbrani:
| Tekmovalci, ki so avdicijo uspešno prestali, a za polfinale niso bili izbrani |
| --- |
| - Njivski kvintet - The Moon Lions - Nastja in Matej Omahna - Stefan Šumanac - Šumi - Matevž Herič - Evina - Love Guns - Flipping Art - Kajetan - Dejan Stojanov - Matej Prikeržnik - Alja Wolte Sula - Flora Gashi - Artur & Viktorija - AKS Dance Studio - Neža Kirn - Petra Trošt - Besjana Januzaj - Viktorija Pospelova - Ula Šegula - Vladoša Vidic - Alina - AS - Alfredo in Diletta - Duo Odklop - Marcel in Matic - Katja in Coby - Markos in Dawit - Jure Križman - Andrea Dilič - Damjan Skela - Edin Nur Mujkić - Eva Šolinc - Mia Vučković (?) |

### Glasovanje
V polfinalnih oddajah glasujejo gledalci preko telefonov. Tekmovalec, ki prejme največ glasov, napreduje naravnost v finale, med drugo- in tretjeuvrščenim pa odloči žirija (vsak izmed žirantov ima en glas). Če je glasovanje žirantov izenačeno, gre v finale tekmovalec, ki je bil po telefonskem glasovanju drugi.

### 1. polfinalna oddaja
| #  | Tekmovalec                                          | Talent                                                                  | Rezultat | Glasovi žirantov |
| -- | --------------------------------------------------- | ----------------------------------------------------------------------- | -------- | ---------------- |
| 1. | The Plut Family                                     | vokalno-instrumentalna skupina (You Shook Me All Night Long, AC/DC)     | 2.       | Branko, Marjetka |
| 2. | Zlata Martinc                                       | petje (avtorska pesem Mehanik moj)                                      | 4.–6.    |                  |
| 3. | Dana Auguštin                                       | akrobacije (na svili)                                                   | 4.–6.    |                  |
| 4. | Harmonikarski orkester Glasbene šole Slovenj Gradec | igranje na harmoniko (A Fifth of Beethoven, Walter Murphy)              | 4.–6.    |                  |
| 5. | Milana in Jure − Feniks                             | ples (standardni in latinskoameriški plesi: pasodoble, flamenko, tango) | 3.       | Ana, Lado        |
| 6. | Isaac Palma                                         | petje (Regresa a mí, Il Divo)                                           | 1.       |                  |

### 2. polfinalna oddaja
| #  | Tekmovalec         | Talent                                                  | Rezultat | Glasovi žirantov       |
| -- | ------------------ | ------------------------------------------------------- | -------- | ---------------------- |
| 1. | Eva Gorenc         | pop in operno petje (Titanium/The Phantom of the Opera) | 2.–3.    | Marjetka, Lado, Branko |
| 2. | Nik Kavčič         | bitboksanje                                             | 4.–6.    |                        |
| 3. | Bar Dragons        | ulična gimnastika na drogu                              | 4.–6.    |                        |
| 4. | Plesni klub Feniks | ples (različne zvrsti: jive, samba, quickstep)          | 2.–3.    | Ana                    |
| 5. | Filippo Jorio      | ples v visokih petah                                    | 4.–6.    |                        |
| 6. | Batista Cadillac   | vokalno-instrumentalni duo (A mi manera)                | 1.       |                        |

### 3. polfinalna oddaja
| #  | Tekmovalec      | Talent                                                          | Rezultat | Glasovi žirantov            |
| -- | --------------- | --------------------------------------------------------------- | -------- | --------------------------- |
| 1. | Ljutri          | vokalno-instrumentalni trio (Royals, Lorde)                     | 4.–6.    |                             |
| 2. | Anima           | hiphop ples                                                     | 4.–6.    |                             |
| 3. | Janja Brlec     | igranje na citre in petje (Jovano, Jovanke)                     | 2.–3.    |                             |
| 4. | Reciklisti      | vokalno-instrumentalna skupina (Čez Šuštarski most, Majda Sepe) | 4.–6.    |                             |
| 5. | Aleksandra Vovk | petje (I Surrender, Celine Dion)                                | 2.–3.    | Branko, Ana, Lado, Marjetka |
| 6. | Anja Šivic      | ples ob drogu                                                   | 1.       |                             |

### 4. polfinalna oddaja
| #  | Tekmovalec      | Talent                                                       | Rezultat | Glasovi žirantov            |
| -- | --------------- | ------------------------------------------------------------ | -------- | --------------------------- |
| 1. | Marjetica       | vokalno-instrumentalna skupina (Poletna noč, Marjana Deržaj) | 4.–6.    |                             |
| 2. | Luka Sešek      | petje (Ko dvigneš me, slov. različica You Raise Me Up)       | 2.–3.    | Ana, Lado, Marjetka, Branko |
| 3. | Đorđe Jovanović | origami in kirigami                                          | 4.–6.    |                             |
| 4. | Anonymous       | ples                                                         | 4.–6.    |                             |
| 5. | Nina Brasseur   | petje (A Moment Like This, Kelly Clarkson)                   | 2.–3.    |                             |
| 6. | WildArt         | godalni duo (Rolling in the Deep, Adele)                     | 1.       |                             |

### 5. polfinalna oddaja
| #  | Tekmovalec                | Talent                                                            | Rezultat | Glasovi žirantov |
| -- | ------------------------- | ----------------------------------------------------------------- | -------- | ---------------- |
| 1. | David Matići              | petje (Fly Me to the Moon)                                        | 2.       | Branko, Ana      |
| 2. | Damaris Potočnik          | petje in igranje na instrumente (Fallin', Alicia Keys)            | 4.–6.    |                  |
| 3. | Some Artist from Slovenia | hitrostno slikanje/slikarski iluzionist                           | 4.–6.    |                  |
| 4. | Klara Jazbec              | petje (lastna skladba Milijon in ena)                             | 3.       | Marjetka, Lado   |
| 5. | Led Motion                | plesno-akrobatska točka s svetlobnimi učinki                      | 1.       |                  |
| 6. | Tara                      | petje (And I Am Telling You I'm Not Going iz muzikala Dreamgirls) | 4.–6.    |                  |

## Finale
| #   | Tekmovalec       | Talent                                                                   | Rezultat |
| --- | ---------------- | ------------------------------------------------------------------------ | -------- |
| 1.  | Aleksandra Vovk  | petje (Euphoria, Loreen)                                                 | 3.–10.   |
| 2.  | Batista Cadillac | vokalno-instrumentalni duo (Črta, Slavko Ivančić)                        | 3.–10.   |
| 3.  | Eva Gorenc       | petje (Unchained Melody)                                                 | 3.–10.   |
| 4.  | Led Motion       | plesno-akrobatska točka s svetlobnimi učinki                             | 3.–10.   |
| 5.  | Luka Sešek       | petje (Moja, Modrijani)                                                  | 3.–10.   |
| 6.  | David Matići     | petje (Can't Feel My Face, The Weeknd)                                   | 3.–10.   |
| 7.  | Anja Šivic       | ples ob drogu (+ plesno-gimnastična točka)                               | 3.–10.   |
| 8.  | The Plut Family  | vokalno-instrumentalna skupina (Bad Girls, Donna Summer)                 | 3.–10.   |
| 9.  | Isaac Palma      | petje (Hallelujah, Leonard Cohen – slovensko-španska različica)          | 2.       |
| 10. | WildArt          | godalni duo (The Show Must Go On/Smooth Criminal, Queen/Michael Jackson) | 1.       |

## Talenti s poslanstvom, talenti mladi vzorniki in talenti, ki so presenetili
Prvič so poleg glavne nagrade 50.000 €, ki sta jo prejela zmagovalca finala WildArt, podelili tudi denarne nagrade (3.000 €) v 3 posebnih kategorijah: talenti s poslanstvom, talenti mladi vzorniki in talenti, ki so presenetili. V vsaki kategoriji so bili nominirani 3 tekmovalci, ki so se predstavili vsaj na avdiciji. Zmagovalca v posamezni kategoriji so izbrali žiranti.
| Talenti s poslanstvom                         | Talenti mladi vzorniki                    | Talenti, ki so presenetili                             |
| --------------------------------------------- | ----------------------------------------- | ------------------------------------------------------ |
| Žan Valenčak Artur in Viktorija Dana Auguštin | Love Guns Alina Biyanova AKS Dance Studio | Some Artist from Slovenia Đorđe Jovanović Jure Križman |